# アドリアン・マナリノ
アドリアン・マナリノ（Adrian Mannarino、 1988年6月29日 - ）は、フランス・ヴァル＝ドワーズ県・ソワジー＝スー＝モンモランシー出身の男子プロテニス選手。ATPランキング自己最高位はシングルス17位、ダブルス73位。これまでにATPツアーでシングルス5勝を挙げている。身長180cm、体重79kg。左利き、バックハンド・ストロークは両手打ち。

## 選手経歴

### ジュニア時代
マナリノはテニスコーチである父フローレントと母アニーの元で生まれて、5歳からテニスを始めた。幼少期には同じ左利きであり、世界ランキング1位を記録したマルセロ・リオスからマナリノのテニスは称賛された。

### 2004年 プロ転向
2004年にプロ転向。

### 2007年 グランドスラム予選初出場
全仏オープンに主催者側推薦により予選初出場。これがグランドスラム予選初出場であったが、マリン・チリッチに予選1回戦で敗れた。年間最終ランキングは324位。

### 2008年 グランドスラム初出場
全仏オープンでは主催者側推薦により、本戦初出場を果たした。1回戦ではアルゼンチンのディエゴ・ジュンケイラにストレートで初戦敗退。ダブルスでも主催者側推薦により、初出場を果たした。さらに11月のパリ・マスターズでも主催者側推薦により、ATPマスターズ1000初出場を果たした。年間最終ランキングは134位。

### 2009年 ウィンブルドン初出場
全豪オープンでは主催者側推薦により、大会初出場をするも、第14シードのフェルナンド・ベルダスコに敗れた。ウィンブルドン選手権はマルク・ジケルに2-6, 2-6, 4-6のストレートで初戦敗退。年間最終ランキングは179位。

### 2010年 トップ100入り
全米オープンではグランドスラム初勝利を挙げたが、2回戦で第8シードのフェルナンド・ベルダスコに敗れた。10月にはトップ100入りをする。年間最終ランキングは83位。

### 2011年 トップ50入り
全豪オープンとウィンブルドン選手権では大会初勝利を挙げて、両大会とも2回戦進出をする。2回戦ではリシャール・ガスケとロジャー・フェデラーにそれぞれ敗れた。7月にはトップ50入りをした。同年のマドリード・オープンでマスターズ1000初勝利を挙げて、パリ・マスターズでもマスターズ2回戦進出を果たした。年間最終ランキングは87位。

### 2012年 トップ100圏外
全豪オープンと全仏オープンではそれぞれフアン・マルティン・デル・ポトロとファビオ・フォニーニにそれぞれ初戦敗退。年間最終ランキングは192位。

### 2013年 グランドスラム4回戦進出
2013年ウィンブルドン選手権男子シングルスでは自身初めてグランドスラム4回戦進出。4回戦でルカシュ・クボットに6-4, 3-6, 6-3, 3-6, 4-6で敗れ、初のベスト8はならなかった。年間最終ランキングは59位。

### 2014年 グランドスラム3回戦進出
2014年全米オープン男子シングルスでは2回戦で第15シードのファビオ・フォニーニを6-3, 6-4, 6-1のストレートで破り、3回戦では第17シードのロベルト・バウティスタ・アグートに5-7, 2-6, 3-6のストレートで敗退した。他にもATPチャレンジャーツアーでも今季だけで5勝を挙げた。年間最終ランキングは44位。

### 2015年 ツアー初の決勝進出
ハイネケン・オープンとコロンビア・オープンの2大会で準優勝し、7月27日付のランキングで自己最高の27位を記録。年間最終ランキングは47位。

### 2016年 全豪ダブルスベスト4

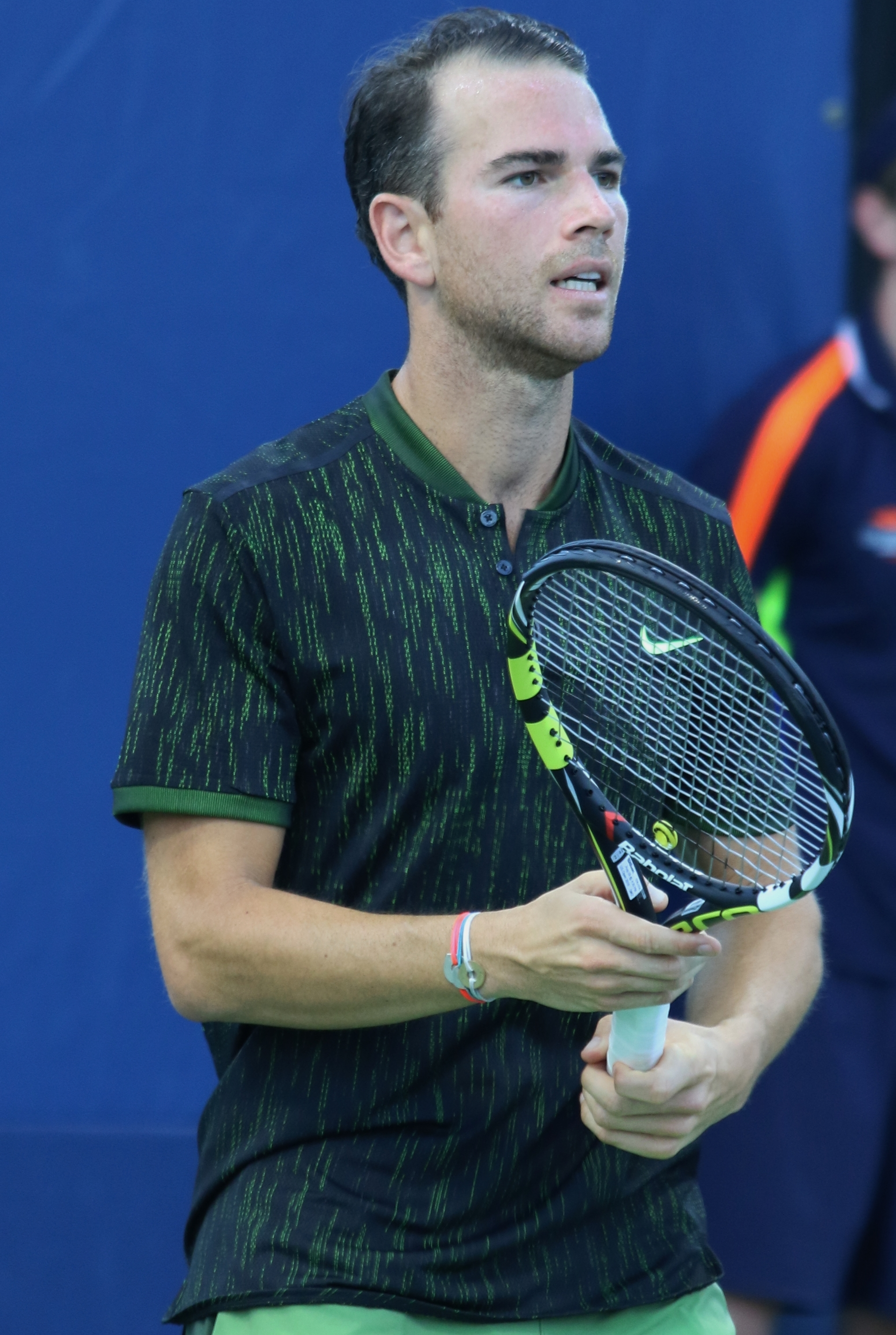
2016年全米オープンでのアドリアン・マナリノ

2016年全豪オープン男子ダブルスではリュカ・プイユと組んで出場。2回戦で前回優勝ペアのボレッリ/フォニーニ組を7-6(5), 6-4で破ると、準々決勝では第1シードのロイヤー/テカウ組を7-6(5), 6-7(2), 6-4で破り、準決勝進出を果たす。準決勝では優勝したJ・マリー/ソアレス組に3-6, 1-6で敗れた。年間最終ランキングは60位。

### 2017年 マスターズベスト8
全豪オープンではカレン・ハチャノフに初戦敗退。2月、カンペール・チャレンジャーで優勝して、ATPチャレンジャーツアー13勝目を挙げた。BNPパリバ・オープンではロベルト・バウティスタ・アグートに2回戦敗退。マイアミ・オープンでは4回戦でトマーシュ・ベルディハに敗れた。
モンテカルロ・マスターズでは3回戦で同胞のリュカ・プイユに0-3の時点で途中棄権。
マドリード・オープンではジャレッド・ドナルドソンに初戦敗退。ローマ・マスターズではパブロ・クエバスに初戦敗退。全仏オープンではオラシオ・セバジョスに5-7, 3-6, 4-6のストレートで初戦敗退。
7月、アンタルヤ・オープンでは決勝で杉田祐一に1-6, 6-7(4)で敗れ、準優勝。ウィンブルドン選手権では4回戦でノバク・ジョコビッチにストレートで敗れた。
ナショナル・バンク・オープンではマスターズ1000初のベスト8入り。準々決勝ではデニス・シャポバロフに6-2, 3-6, 4-6で敗れた。ウエスタン・アンド・サザン・オープンでは3回戦でドミニク・ティームに敗れた。全米オープンでも3回戦でティームに5-7, 3-6, 4-6のストレートで敗れた。10月、楽天ジャパン・オープンで今季2度のATPツアー決勝進出。決勝ではダビド・ゴファンに3-6, 5-7のストレートで敗れて、準優勝。上海マスターズではケビン・アンダーソンに初戦敗退。パリ・マスターズでは2回戦でゴファンに敗れた。年間最終ランキングは28位。

### 2018年 トップ25入り
全豪オープンでは3回戦で第5シードのドミニク・ティームに4-6, 2-6, 5-7のストレートで敗れた。BNPパリバ・オープンでは2回戦でジェレミー・シャルディーに敗退。マイアミ・オープンではスティーブ・ジョンソン (テニス選手)に初戦敗退。
モンテカルロ・マスターズでは同胞のジル・シモンに初戦敗退。マドリード・オープンではディエゴ・シュワルツマンに初戦敗退。ローマ・マスターズではロレンツォ・ソネゴに初戦敗退。全仏オープンではジョンソンに初戦敗退。アンタルヤ・オープンで2年連続で決勝進出を果たすも、決勝はダミル・ジュムールに1-6, 6-1, 1-6で敗れ、2年連続の準優勝。ウィンブルドン選手権では3回戦で第1シードのロジャー・フェデラーに0-6, 5-7, 4-6のストレートで敗退。

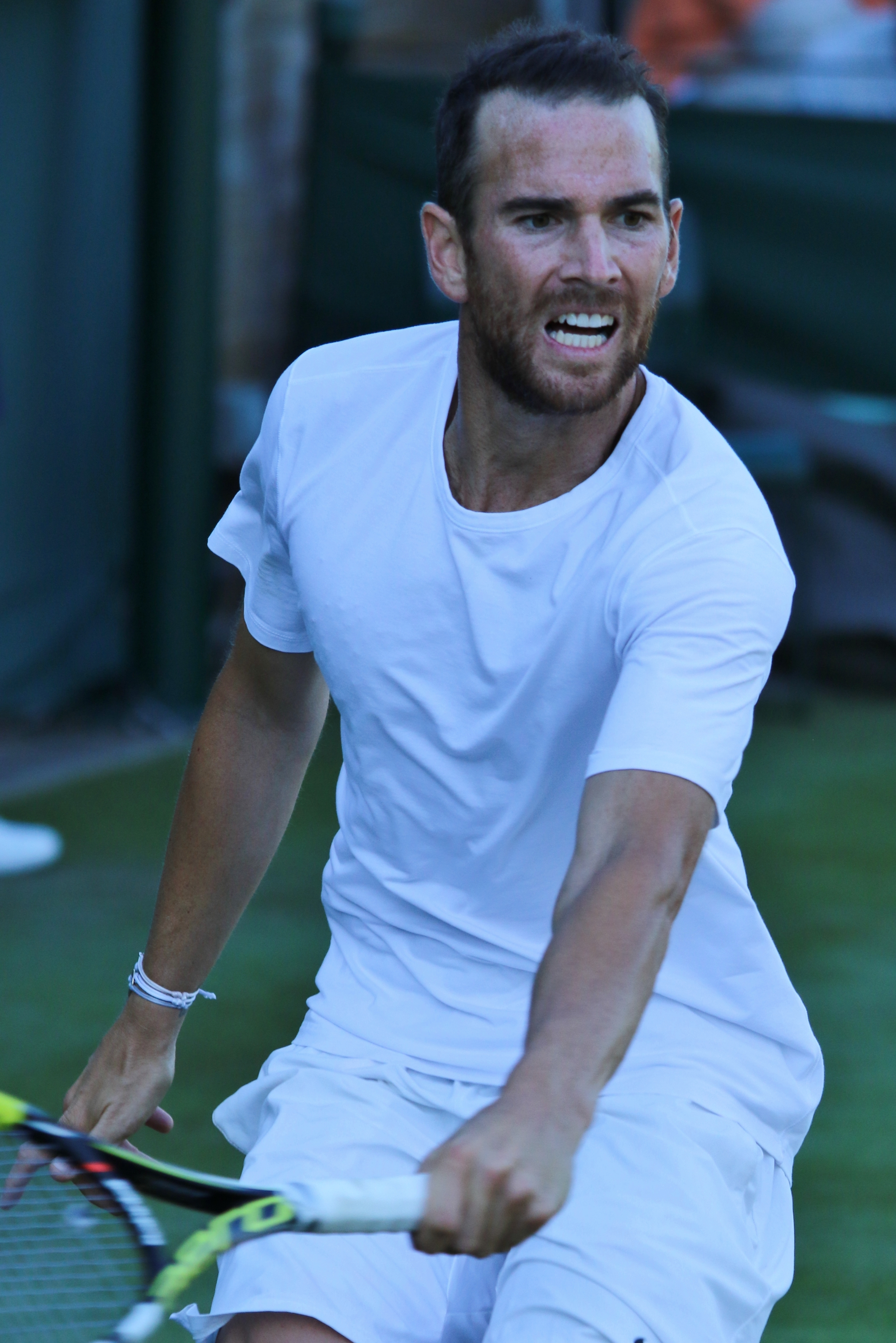
2018年ウィンブルドン選手権でのアドリアン・マナリノ

ナショナル・バンク・オープンではサム・クエリーに初戦敗退。ウエスタン・アンド・サザン・オープンでは2回戦でノバク・ジョコビッチに敗退。全米オープンではフランシス・ティアフォーに1-6, 4-6, 6-4, 4-6で初戦敗退。上海マスターズではアンドレアス・セッピに初戦敗退。クレムリン・カップでは決勝進出。決勝ではカレン・ハチャノフに2-6, 2-6のストレートで敗れ、準優勝。パリ・マスターズでは錦織圭に2回戦敗退。年間最終ランキングは42位。

### 2019年 ツアー初優勝
全豪オープンでは1回戦で第5シードのケビン・アンダーソンに3-6, 7-5, 2-6, 1-6で初戦敗退。BNPパリバ・オープンでは2回戦で錦織圭に敗れた。マイアミ・オープンでは2回戦でダニール・メドベージェフに敗退。
モンテカルロ・マスターズではキャメロン・ノリーに初戦敗退。マドリード・オープンでは2回戦でステファノス・チチパスに敗れた。全仏オープンでは2回戦で第14シードのガエル・モンフィスに3-6, 4-6, 4-6のストレートで敗退。

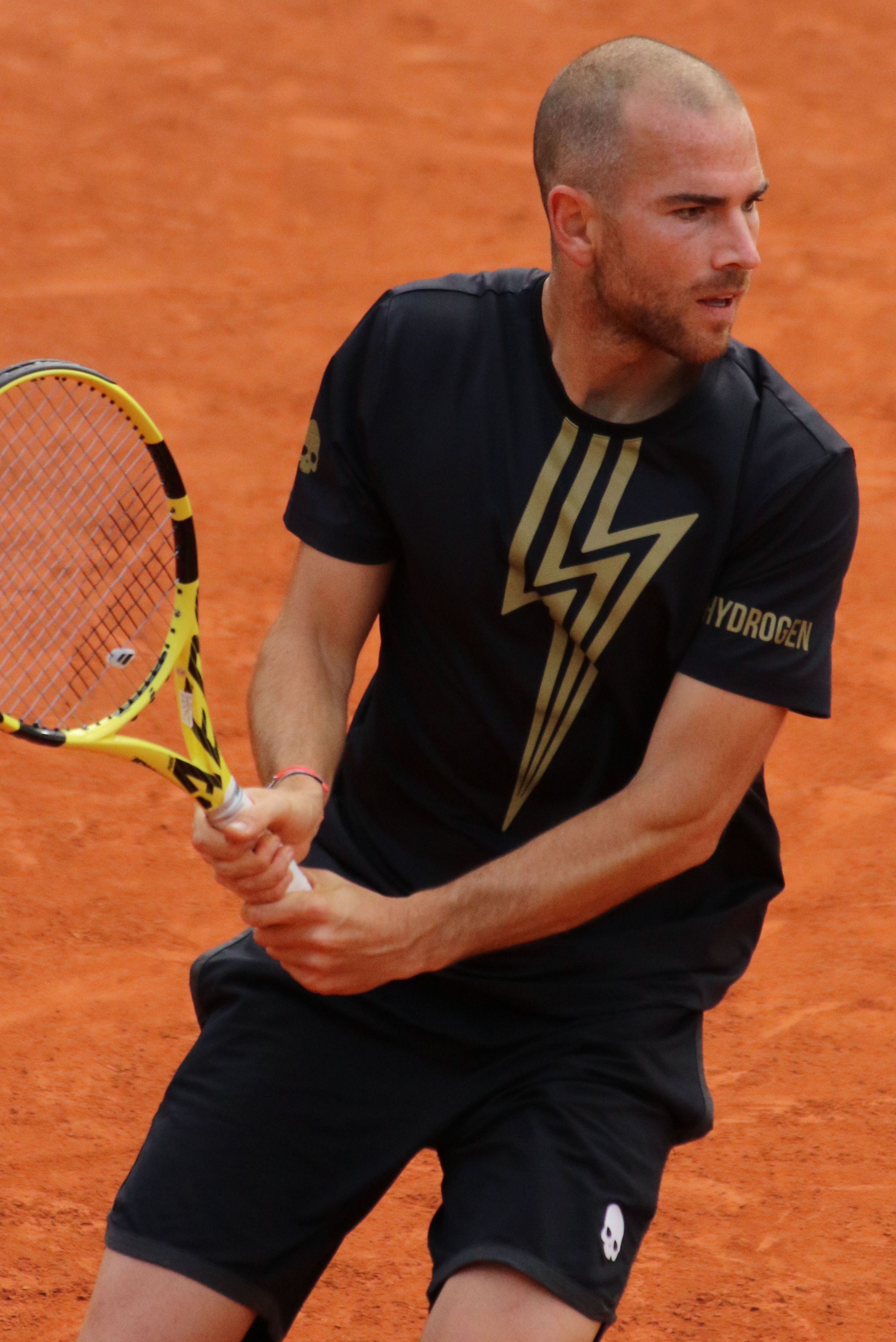
2019年全仏オープンでのアドリアン・マナリノ

6月、リベマ・オープンでは決勝でジョーダン・トンプソンを7-6(7), 6-3で破り、7回目の決勝で悲願のATPツアー初優勝を飾った。
ウィンブルドン選手権では第13シードのマリン・チリッチに初戦敗退。ナショナル・バンク・オープンでは3回戦でファビオ・フォニーニに敗れた。ウエスタン・アンド・サザン・オープンでは3回戦でダビド・ゴファンに敗退。
全米オープンではダニエル・エバンスに4-6, 3-6, 6-2, 3-6で初戦敗退。9月の珠海選手権で今季2度の決勝進出。決勝でアレックス・デミノーに敗れ、準優勝。さらに10月のクレムリン・カップでも3度目の決勝進出。決勝ではアンドレイ・ルブレフに4-6, 0-6のストレートで敗れ、今季2度目の準優勝。パリ・マスターズでは2回戦でラファエル・ナダルに5-7, 4-6で敗れた。年間最終ランキングは43位。

### 2020年 チャレンジャー14勝目

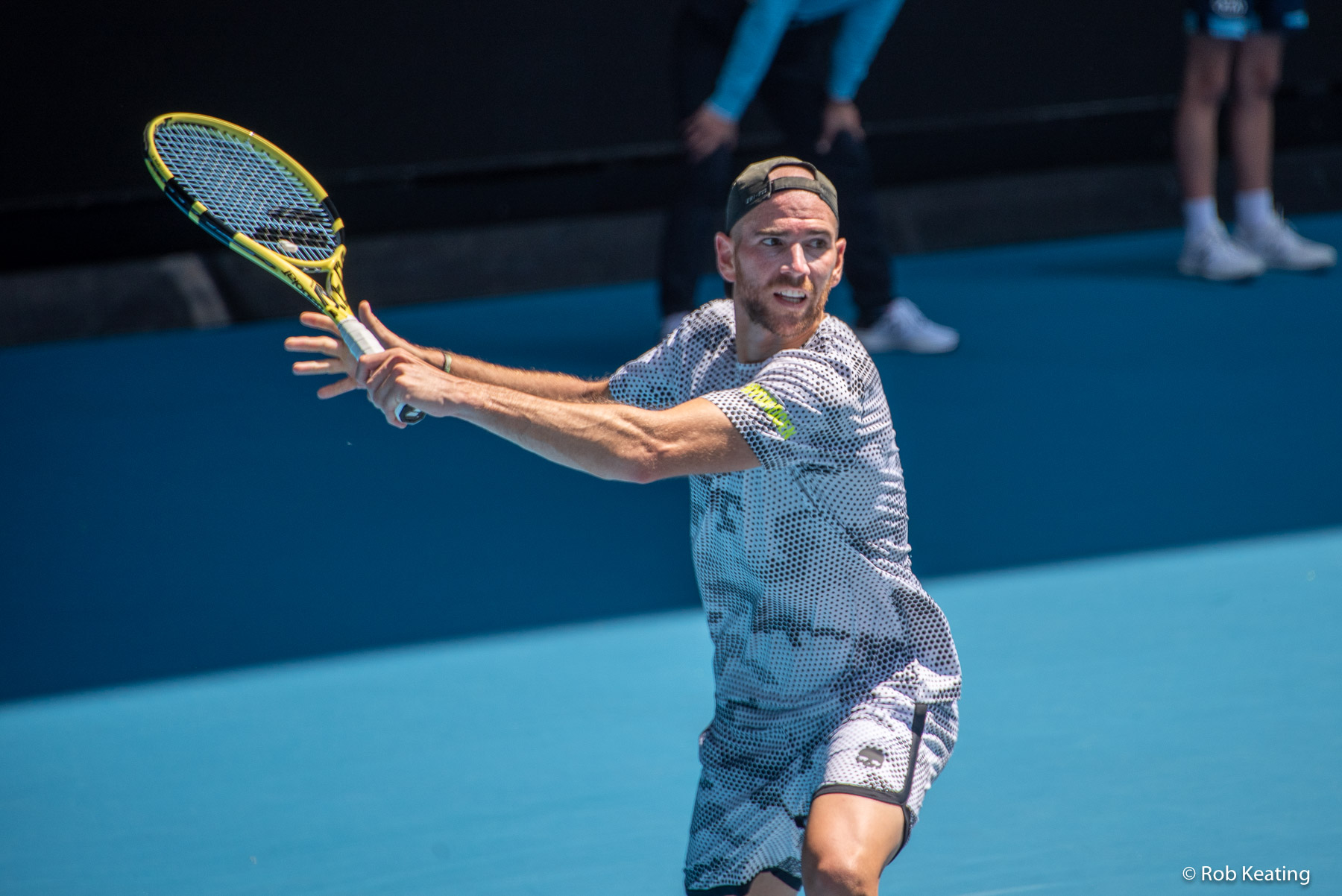
2020年全豪オープンでのアドリアン・マナリノ

全豪オープンでは1回戦で第5シードのドミニク・ティームに3-6, 5-7, 2-6のストレートで初戦敗退。3月のモンテレイ・チャレンジャーでは決勝でアレクサンダル・ブキッチを6-1, 6-3のストレートで勝利し、ATPチャレンジャーツアー14回目の優勝を挙げた。全米オープンでは第32シードとして出場して、3回戦で第5シードのアレクサンダー・ズベレフに敗れた。全仏オープンでは1回戦でアルベルト・ラモス＝ビノラスに4-6, 3-6, 0-6のストレートで初戦敗退するも、11月のアスタナ・オープンでは決勝進出。決勝でジョン・ミルマンに5-7, 1-6のストレートで敗れ、ツアー9度目の準優勝。年間最終ランキングは35位。

### 2021年 マスターズダブルスベスト8
全豪オープンでは第32シードとして出場して、3回戦で第6シードのアレクサンダー・ズベレフに3-6, 3-6, 1-6のストレートで敗れた。ローマ・マスターズでは同胞のブノワ・ペールと組み、準々決勝でニコラ・メクティッチ/マテ・パビッチ組に4-6, 2-6で敗れた。全仏オープンではアルヤジ・ベデネに5-7, 6-3, 5-7, 2-6で初戦敗退。マヨルカ・オープンではベスト4入り。準決勝でサム・クエリーに4-6, 3-6のストレートで敗れた。ウィンブルドン選手権では1回戦で第6シードのロジャー・フェデラー戦の第5セットを直前に途中棄権。全米オープンでは2回戦でステファノス・チチパスに敗れた。年間最終ランキングは71位。

### 2022年 ツアー2勝目
全豪オープンでは第10シードのフベルト・フルカチュを2回戦で6-4, 6-2, 6-3のストレートで破り、3回戦では昨年ベスト4入りをした第18シードのアスラン・カラツェフを破り、4回戦進出を果たす。4回戦では第6シードのラファエル・ナダルと対戦し6-7(14),2-6,2-6で敗れた。BNPパリバ・オープンでは1回戦でブランドン・ナカシマに2-6, 6-7(4)で初戦敗退。マイアミ・オープンではニック・キリオスに6-7(3), 3-6で初戦敗退。
全仏オープンでは1回戦でフェデリコ・デルボニスに1-6, 6-7(1), 2-6のストレートで敗れた。ウィンブルドン選手権では2回戦でトミー・ポール (テニス選手)に2-6, 4-6, 1-6のストレートで敗退。
ウィンストン・セーラム・オープンでは決勝でラスロ・ジェレを7-6(1), 6-4のストレートで破り、3年ぶりのツアー優勝を果たして、ツアー2勝目を挙げた。全米オープンでは ハイス・ブラアワーに3-6, 4-6, 4-6のストレートで初戦敗退。年間最終ランキングは46位。

### 2023年 ツアー5勝目
1月、全豪オープンでは1回戦でジョン・イズナーに6-7(5), 7-6(8), 6-2, 6-2で勝利。2回戦では第22シードのアレックス・デミノーに6-7(3), 6-4, 4-6, 1-6で敗れた。
2月、ダラス・オープンとデルレイビーチ・オープンではベスト8入り。
3月、BNPパリバ・オープンでは1回戦でドミニク・ティームを6-4, 4-6, 7-6(5)、2回戦でロレンツォ・ムゼッティを6-4, 6-4で下すも、3回戦でヤニック・シナーに6-7(7), 4-6のストレートで敗れた。マイアミ・オープンでは2回戦で第32シードのベン・シェルトンを6-4, 3-6, 6-1で、3回戦で第8シードのホベルト・ホルカシュを7-6(5), 7-6(0)で下し、大会3度目の4回戦進出を果たす。4回戦ではクリストファー・ユーバンクスに6-7(2), 6-7(5)のストレートで敗れ、ベスト8進出を逃した。
7月、マヨルカ選手権では決勝進出。決勝ではユーバンクスに1-6, 4-6のストレートで敗れ、準優勝。ウィンブルドン選手権では2回戦で第3シードのダニール・メドベージェフに3-6, 3-6, 6-7(5)のストレートで敗退した。同月下旬、ホール・オブ・フェーム・オープンでは決勝でアレックス・ミケルセンを6-2, 6-4のストレートで下して、ツアー3勝目を挙げた。
8月、シティ・オープンではジョーダン・トンプソンに5-7, 4-6のストレートで初戦敗退。ナショナル・バンク・オープンではダニエル太郎に6-7(5), 4-6のストレートで初戦敗退。同月中旬、ウエスタン・アンド・サザン・オープンでは2回戦で第12シードのフェリックス・オジェ＝アリアシムを4-6, 4-6で下して、自身2度目のATPマスターズ1000ベスト8入りをする。準々決勝ではアレクサンダー・ズベレフに2-6, 3-6のストレートで敗れた。

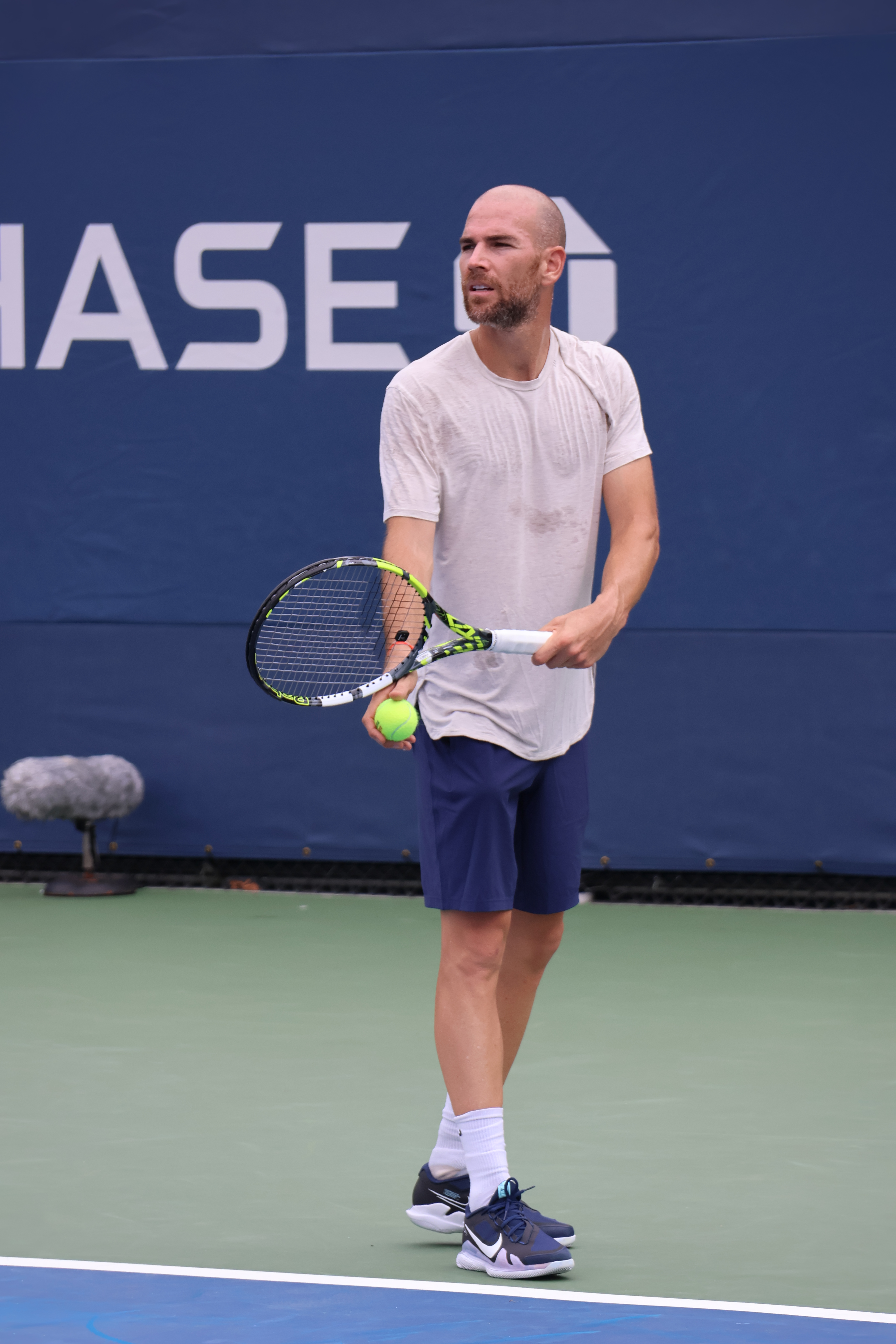
2023年全米オープンでのアドリアン・マナリノ

9月、全米オープンでは第22シードで出場。1回戦では綿貫陽介を7-5, 6-7(3), 6-3, 7-5、2回戦ではファービアーン・マロジャーンを3-6, 6-3, 6-4, 6-1を下す。3回戦では第10シードのフランシス・ティアフォーを4-6, 6-2, 6-3, 7-6(6)で敗退。
10月、アスタナ・オープンでは決勝進出。決勝ではセバスチャン・コルダを4-6, 6-3, 6-2の逆転で勝利し、ツアー4勝目を挙げた。上海マスターズでは2回戦でアンドレイ・ルブレフに3-6, 0-6のストレートで敗退。ストックホルム・オープンではベスト8入り。準々決勝ではガエル・モンフィスに5-7, 6-7(3)で敗れた。スイス・インドアではニコラス・ジャリーに7-6(6), 6-7(2), 6-4で初戦敗退。パリ・マスターズではボーティック・ファン・デ・ザンスフルプに4-6, 5-7のストレートで初戦敗退。
11月、ソフィア・オープンでは決勝でジャック・ドレイパーを7-6(3), 2-6, 6-3で下して、ツアー5勝目を挙げた。年間最終ランキングは22位。

### 2024年 ユナイテッド杯ベスト4 トップ20入り
ユナイテッド・カップではフランス代表としてベスト4入り。大会後にトップ20入りを果たした。全豪オープンでは第20シードとして出場して、1回戦でスタン・ワウリンカを6-4, 3-6, 5-7, 6-3, 6-0、2回戦ではハウメ・ムナルを6-3, 6-3, 1-6, 2-6, 6-3、3回戦では第16シードのベン・シェルトンを7-6(4), 1-6, 6-7(2), 6-3, 6-4とすべてフルセットで下して、同大会2度目の4回戦進出。4回戦では第1シードのノバク・ジョコビッチに0-6, 0-6, 3-6のストレートで圧倒されたが、大会後には世界ランキング17位を更新した。2月のダラス・オープンではベスト4進出。準決勝ではマルコス・ギロンに1-6, 3-6のストレートで敗退。全仏オープンではジュリオ・ゼッピエリに6-4, 2-6, 1-6, 2-6の逆転で初戦敗退。ウィンブルドン選手権では同胞のガエル・モンフィスに4-6, 6-3, 5-7, 4-6で初戦敗退。全米オープンでは1回戦でボルナ・チョリッチに5-7, 2-6, 3-6のストレートで破るも、2回戦ではダビド・ゴファンに7-6(8), 3-6, 2-6, 6-7(1)で敗れた。成都オープンではベスト8進出。準々決勝ではロレンツォ・ムゼッティに2-6, 7-5, 2-6で敗れた。パリ・マスターズでは2020年以来となる3回戦進出。3回戦ではジョーダン・トンプソンに5-7, 6-7(5)のストレートで敗れた。年間最終ランキングは66位。

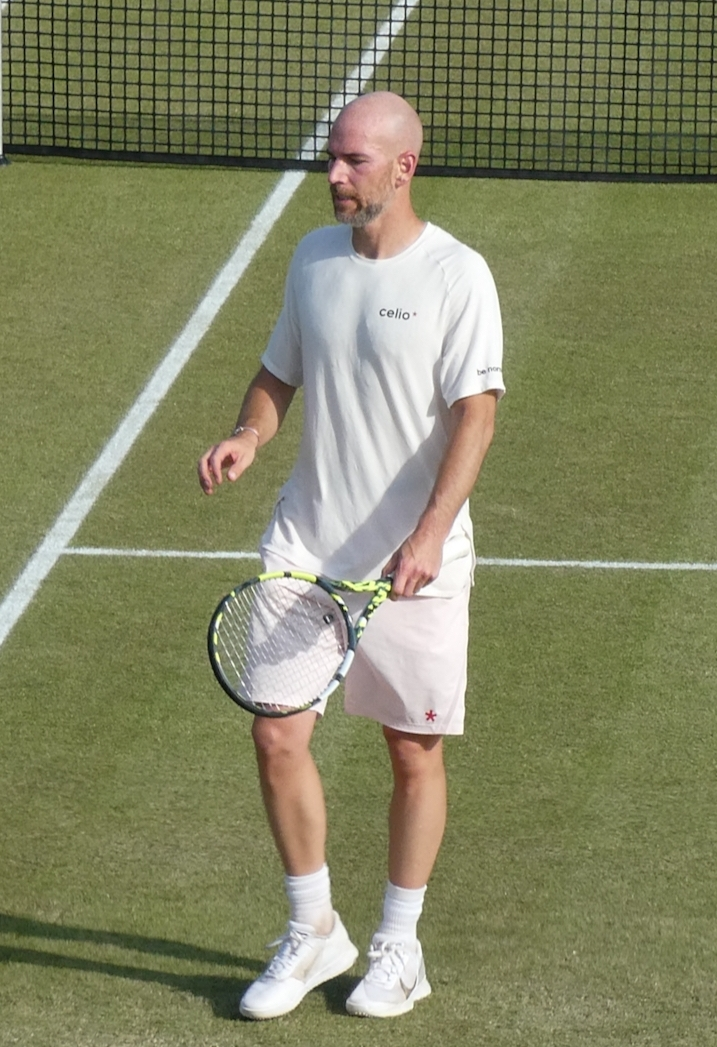
2025年リベマ・オープンでのアドリアン・マナリノ

## 人物
2017年10月6日に自身のSNSを更新し、現在使用しているラケットの画像を添付して「このラケットのグリップサイズ3か4の在庫があるショップは世界のどこかにありますか」と投稿し、ラケットの在庫を募ったことがある。

## プレースタイル
派手さはないが、安定したプレーが特徴。バックハンドは低めのフラットショットがメインで、フォアハンドは緩急組み合わせたコンパクトなスイングから繰り出されるミスの少ない堅実なストロークが持ち味の選手である。左利き特有の回転を活かしたサーブも武器の一つでもある。球速が早く、スライスショットが活かせる芝コートが得意である反面、球速が遅くなるクレーコートが苦手としている。また、ガットのテンションも20ibs程とかなり低く張っている。
2019年BNPパリバ・オープンでの2回戦で対戦した錦織圭がマナリノのそのプレースタイルを賞賛したことがある。

## ATPツアー決勝進出結果

### シングルス: 15回 (5勝10敗)
| 大会グレード                    |
| グランドスラム (0–0)            |
| ATPファイナルズ (0–0)           |
| ATPツアー・マスターズ1000 (0–0) |
| ATPツアー500 (0–1)              |
| ATPツアー250 (5–9)              |

| サーフェス別タイトル |
| ハード (3–7)         |
| クレー (0–0)         |
| 芝 (2–3)             |

| 結果   | No. | 決勝日         | 大会                   | サーフェス    | 対戦相手                     | スコア             |
| ------ | --- | -------------- | ---------------------- | ------------- | ---------------------------- | ------------------ |
| 準優勝 | 1.  | 2015年1月11日  | オークランド           | ハード        | イジー・ベセリー             | 3-6, 2-6           |
| 準優勝 | 2.  | 2015年7月26日  | ボゴタ                 | ハード        | バーナード・トミック         | 1-6, 6-3, 2-6      |
| 準優勝 | 3.  | 2017年7月1日   | アンタルヤ             | 芝            | 杉田祐一                     | 1-6, 6-7(4-7)      |
| 準優勝 | 4.  | 2017年10月8日  | 東京                   | ハード        | ダビド・ゴファン             | 3-6, 5-7           |
| 準優勝 | 5.  | 2018年6月30日  | アンタルヤ             | 芝            | ダミル・ジュムール           | 1-6, 6-1, 1-6      |
| 準優勝 | 6.  | 2018年10月21日 | モスクワ               | ハード (室内) | カレン・ハチャノフ           | 2-6, 2-6           |
| 優勝   | 1.  | 2019年6月16日  | スヘルトーヘンボス     | 芝            | ジョーダン・トンプソン       | 7-6(9-7), 6-3      |
| 準優勝 | 7.  | 2019年9月29日  | 珠海                   | ハード        | アレックス・デミノー         | 6-7(4-7), 4-6      |
| 準優勝 | 8.  | 2019年10月20日 | モスクワ               | ハード (室内) | アンドレイ・ルブレフ         | 4-6, 0-6           |
| 準優勝 | 9.  | 2020年11月1日  | ヌルスルタン           | ハード (室内) | ジョン・ミルマン             | 5-7, 1-6           |
| 優勝   | 2.  | 2022年8月28日  | ウィンストン・セーラム | ハード        | ラスロ・ジェレ               | 7-6(7-1), 6-4      |
| 準優勝 | 10. | 2023年7月1日   | マヨルカ               | 芝            | クリストファー・ユーバンクス | 1-6, 4-6           |
| 優勝   | 3.  | 2023年7月23日  | ニューポート           | 芝            | アレックス・ミケルセン       | 6-2, 6-4           |
| 優勝   | 4.  | 2023年10月3日  | アスタナ               | ハード (室内) | セバスチャン・コルダ         | 4-6, 6-3, 6-2      |
| 優勝   | 5.  | 2023年11月12日 | ソフィア               | ハード (室内) | ジャック・ドレイパー         | 7-6(8-6), 2-6, 6-3 |

## 成績
略語の説明
| W | F | SF | QF | #R | RR | Q# | LQ | A | Z# | PO | G | S | B | NMS | P | NH |

W=優勝, F=準優勝, SF=ベスト4, QF=ベスト8, #R=#回戦敗退, RR=ラウンドロビン敗退, Q#=予選#回戦敗退, LQ=予選敗退, A=大会不参加, Z#=デビスカップ/BJKカップ地域ゾーン, PO=デビスカップ/BJKカッププレーオフ, G=オリンピック金メダル, S=オリンピック銀メダル, B=オリンピック銅メダル, NMS=マスターズシリーズから降格, P=開催延期, NH=開催なし.

### グランドスラム
| 大会           | 2007 | 2008 | 2009 | 2010 | 2011 | 2012 | 2013 | 2014 | 2015 | 2016 | 2017 | 2018 | 2019 | 2020 | 2021 | 2022 | 2023 | 2024 | 2025 | 通算成績 |
| -------------- | ---- | ---- | ---- | ---- | ---- | ---- | ---- | ---- | ---- | ---- | ---- | ---- | ---- | ---- | ---- | ---- | ---- | ---- | ---- | -------- |
| 全豪オープン   | A    | A    | 1R   | A    | 2R   | 1R   | 1R   | 2R   | 2R   | 1R   | 1R   | 3R   | 1R   | 1R   | 3R   | 4R   | 2R   | 4R   | 1R   | 14–16    |
| 全仏オープン   | Q1   | 1R   | 1R   | Q3   | 1R   | 1R   | 1R   | 2R   | 1R   | 2R   | 1R   | 1R   | 2R   | 1R   | 1R   | 1R   | 1R   | 1R   | Q1   | 3–16     |
| ウィンブルドン | A    | Q1   | 1R   | Q3   | 2R   | Q1   | 4R   | 2R   | 2R   | 2R   | 4R   | 4R   | 1R   | NH   | 1R   | 2R   | 2R   | 1R   | 3R   | 17–14    |
| 全米オープン   | A    | Q2   | Q2   | 2R   | 1R   | Q3   | 3R   | 3R   | 2R   | 1R   | 3R   | 1R   | 1R   | 3R   | 2R   | 1R   | 3R   | 2R   |      | 14–14    |
| 合計           | 0–0  | 0–1  | 0–3  | 1–1  | 2–4  | 0–2  | 5–4  | 5–4  | 3–4  | 2–4  | 5–4  | 5–4  | 1–4  | 2–3  | 3–4  | 4–4  | 4–4  | 4–4  | 2–2  | 48–60    |

### 大会最高成績
| 大会                 | 成績 | 年               |
| -------------------- | ---- | ---------------- |
| ATPファイナルズ      | A    | 出場なし         |
| インディアンウェルズ | 4R   | 2015             |
| マイアミ             | 4R   | 2015, 2017, 2023 |
| モンテカルロ         | 3R   | 2017             |
| マドリード           | 2R   | 2011, 2019, 2024 |
| ローマ               | 2R   | 2024             |
| カナダ               | QF   | 2017             |
| シンシナティ         | QF   | 2023             |
| 上海                 | 3R   | 2023             |
| パリ                 | 3R   | 2020, 2024       |
| オリンピック         | A    | 出場なし         |
| デビスカップ         | QF   | 2018             |
| ユナイテッド・カップ | SF   | 2024             |